# Camillus de Lellis
Camillus de Lellis (Bucchianico (Abruzzo), 1550 - Rome, 14 juli 1614) is een rooms-katholieke heilige uit de tijd van de Contrareformatie, patroon van de ziekenverpleging en stichter van de orde der camillianen.

## Levensloop
Camillus' moeder stierf toen hij nog heel jong was. Zijn vader was officier in het Napolitaanse en Franse leger. Camillus groeide dus zeer verwaarloosd op. Op jonge leeftijd ging hij in het Venetiaanse leger. Nadat zijn regiment in 1574 werd opgeheven, ging Camillus in een Romeins ziekenhuis voor ongeneeslijk zieken werken, waar hij wegens zijn agressieve karakter en enorme goklust werd weggestuurd. Hij keerde terug naar het Venetiaanse leger en nam deel aan de oorlog tegen de Turken in 1569. Na de oorlog keerde hij terug naar het ziekenhuis in Rome, waar hij verpleger en later directeur werd. In Rome ook werd de heilige Filippus Neri zijn geestelijk begeleider.
Camillus stichtte de Orde van de Reguliere Geestelijke Dienaars van de Zieken (Latijn: Ordo Clericorum Regularium Ministrantium Infirmis), beter bekend onder de naam camillianen. Een deel van de camillianen legde zich toe op de begeleiding van de soldaten op het slagveld. Zij dragen tot op de dag van vandaag een rood kruis op hun toog. Anderen wijdden zich aan de slachtoffers van epidemieën. Voor deze groep richtte Camillus ook de Broeders van de Zalige Dood op. De successen van deze groep maakten Camillus heel populair, zodanig dat men hem de patroon van Rome noemde.
Ook zelf werd Camillus door kwalen geteisterd, maar hij stond niet toe dat iemand daar rekening mee hield. Wanneer hij niet kon lopen, kroop hij naar de zieken. Hij zei eens: het bed van een zieke is het altaar, het laken is het altaarkleed en de zieke is Jezus Christus zelf. 

## Verering
Camillus de Lellis werd zalig verklaard in 1742 en heilig verklaard in 1746. Camillus is de patroonheilige van gokkers en verpleegkundigen. Hem werden de gaven van genezing en profetie toegeschreven. Zijn kerkelijke gedenkdag valt op 14 juli.
Het lichaam van de heilige bevindt zich met enige relieken in het altaar van de kerk van Maria Magdalena in Rome. Daar bevindt zich ook een kruis dat tot Camillus gesproken zou hebben: "Waarom ben je bang? Weet je niet dat het niet jouw, maar Mijn werk is?". Deze zin werd het motto voor allen die Camillus volgen.